# Gare de Puiseaux
La gare de Puiseaux est une ancienne gare ferroviaire française située sur le territoire de la commune de Puiseaux, dans le département du Loiret, en région Centre-Val de Loire.

## Situation ferroviaire
Cette gare est située au point kilométrique 88,382 de la ligne de Villeneuve-Saint-Georges à Montargis. Son altitude est de 99 mètres.

## Les bâtiments
Le bâtiment des voyageurs est maintenant inutilisé pour le service mais il est occupé.